# Une petite musique de nuit (film)
Pour les articles homonymes, voir A Little Night Music (homonymie).
Pour plus de détails, voir Fiche technique et Distribution.
Une petite musique de nuit (A Little Night Music) est l'adaptation cinématographique de la comédie musicale A Little Night Music, avec Elizabeth Taylor, Diana Rigg et Lesley-Anne Down, réalisé par Harold Prince en 1977.

## Synopsis
Fredrik Egerman (Len Cariou) est très heureux dans son mariage avec une jeune fille vierge de 18 ans, Anne(Lesley - Anne Down). Cependant, Anne a nerveusement protégé sa virginité pendant onze mois de mariage.

## Distribution
- Elizabeth Taylor : Desiree Armfeldt
- Diana Rigg : Charlotte Mittelheim
- Len Cariou : Frederick Egerman
- Lesley-Anne Down : Anne Egerman
- Hermione Gingold : Madame Armfeldt
- Laurence Guittard : le comte Carl-Magnus Mittelheim
- Christopher Guard : Erich Egerman
- Lesley Dunlop : Petra
- Chloe Franks : Fredericka Armfeldt
- Jonathan Tunick : le conducteur